# Márk Krajcsák
Márk Krajcsák, né le 28 décembre 1983 à Budapest, est un joueur professionnel de squash représentant la Hongrie. Il atteint le 37e rang mondial en novembre 2009, son meilleur classement. Il est champion de Hongrie à 14 reprises.

## Biographie
Il commence à pratiquer le football mais à l'âge de 9 ans, il découvre le squash. A 18 ans, il devient champion de Hongrie et à 20 ans, il se lance dans une carrière professionnelle. C'est le seul joueur professionnel de son pays.

## Palmarès

### Titres
- Championnats de Hongrie : 14 titres (2004-2017)